# Abdopus tenebricus
Abdopus tenebricus is een inktvissensoort uit de familie van de Octopodidae. De wetenschappelijke naam van de soort werd voor het eerst geldig gepubliceerd in 1884 door E. A. Smith.